# Just Høg (vicestatholder)
 Der er flere personer med dette navn, se Just Høg.
Just (Justesen) Høg (født 6. maj 1640 i Sorø, død 26. september 1694 i Christiania) var en dansk diplomat og vicestatholder i Norge. Han var bror til Stygge Høg.

## Uddannelse
Han var søn af rigskansler Just Høg (1584-1646). Efter begge forældrenes død kom han 1654 på Herlufsholms Skole, hvorfra han 1657 overgik til Akademiet på Sorø, hvor han gik til 1660. Just Høg immatrikuleredes 1665 ved universitet i Padua og ved universitetet i Siena.

## Karriere
Efter enevældens indførelse begav han sig 1662 i hoftjenesten og blev forlovet med Christian IV's datterdatter Sophie Amalie Lindenov. Til hans held hævedes igen forbindelsen, og han knyttede en ny med en anden velstillet brud, Karen Iversdatter Krabbe (født 19. november 1637), der medbragte ham det store gods Fuldtofte i Froste Herred i Skåne. Når Just Høg derimod skrives ikke blot til Fuldtofte, men også til Gjorslev, angiver dette kun hans oprindelige arvekrav; thi selve gården blev allerede ved år 1663 afhændet af kreditorerne i den ældste broder Stygge Høgs opbudsbo. 1669 forfremmedes Just Høg til kammerherre og holdt bryllup 1670.

### Diplomatisk tjeneste
Samme efterår udnævntes han til envoyé i Haag. En vidtløftig embedsgerning ventede ham her, hvor mangfoldige stridsspørgsmål måtte afsluttes, fremvoksede på den ene side af en hensynsløs handelspolitik og på den anden side af et ivrigt ønske efter at optræde som medbejler. Derhos var forholdet til den hollandske regering blevet lidet tilfredsstillende i forgængerens tid, medens det underordnede personale ikke fandtes ganske at holde mål. En enkelt af det, generalfaktoren i Amsterdam, Gabriel Milan, fandt anledning til at besvære sig over Just Høg, der endog truede ham med kården. Klageren fortjener ingen tillid, men dog måske tiltro i dette punkt, da Just Høg var og blev "en hastig Mand". Væsentligere betydning endnu fik legationen, da det franske overfald 1672 syntes at true ikke blot Hollands tilværelse, men i sine følger endog hele Europas sikkerhed. Just Høg fik titel af ambassadør og deltog virksomt i forhandlingerne om at genoprette den brudte orden, medens han tillige mindede Generalstaterne om at betale Danmark de skyldige subsidier. Først 1674 nåede man til ende på forhandlingerne for hans vedkommende, da Just Høg på sin herres vegne 10. juli undertegnede alliancen med kejseren, Spanien og de Forenede Nederlande.
Efter denne foreløbige afslutning tilbagekaldtes han fra Haag og sendtes med kreditiv af 11. juni 1675 som envoyé extraordinaire og med titel af etatsråd til kurfyrsten af Brandenburg. På Englands initiativ var kongressen i Nimwegen imidlertid blevet åbnet i 1675 for at arbejde på en fredelig udjævning af krigen.
Da Danmark fik indbydelse til at deltage deri, kåredes Just Høg 6. juni 1676 til at give møde derved som dansk ambassadør og befuldmægtiget. Samtidig blev han Ridder af Dannebrog ("hvid ridder"), og han skulle nu indtræde i sin livsgernings højdepunkt. Først i oktober ankom han til Nimwegen efter på vejen at have samlet sig det store følge, der på sit højeste beløb sig til 73 personer, mænd og kvinder. Her i den stille provinsby, i umiddelbar nærhed af selve den blodige kamp, skabtes der en fredlyst plet for diplomaternes fredelige arbejder og adspredelser. Just Høg tog ivrig del såvel i fornøjelserne som i de travle forhandlinger, der uafbrudt fortsattes, men stadig forsinkedes ved nødvendigheden af at indhente nye instruktioner og deslige.
Om ikke andensteds så i hvert fald i Haag havde Just Høg lært, hvor let og billigt man i den tid ved bestikkelser kunne få lejlighed til at kikke modstanderne i kortene, så at det store materiale, han hjemførte fra kongressen (22 bind i folio), indeholder både mangfoldige og værdifulde bidrag til samlingens historie. En tjener hos formanden i den franske ambassade bragte ham således papirer der fra under skin af at bibringe Just Høgs lakaj undervisning i fransk. Skønt Just Høg med en dygtighed, der anerkendtes både fra hjemmet og af fremmede, virkede i sit kald, blev der i 1677 dog givet ham en slags overordnet, idet grev Anton (I) af Aldenburg gjordes til farmand i ambassaden; men i virkeligheden vedblev Just Høg at være den ledende, uagtet han for handelssagernes vedkommende til sidst fik en sideordnet i Simon de Petkum. Men snilde og arbejde spildtes, indtil Ludvig XIV lokkede Nederlandene og Spanien ud af kredsen til særlige fredsforhandlinger, hvorpå Frankrig og Holland sluttede fred 10. august 1678 og dermed faktisk endte krigen. Dirrende af skuffelse og harme måtte Just Høg til hjemmet melde dette udfald, der ikke levnede nogen tvivl om, at Danmark atter en gang ville gå glip af sejrens løn, som de påfølgende fredsslutninger i Lund og Fontainebleau også viste. Og så meget smerteligere må overraskelsen netop have ramt ham, som han vistnok tidligere end de fleste andre havde rede på den dybe spænding mellem hans modstandere, Frankrig og Sverige, der snart skulle blive vitterlig for alle. Men heri lå på den anden side måske muligheden for en genoprejsning, når man på ny optog kampen i tæt tilslutning til Frankrig. Først i august 1679 forlod Just Høg Nimwegen for at rejse hjem, men forlod igen København i december samme år for som ambassadør i Paris at knytte de nye forbindelser med Ludvig XIV.
Men allerede 1681 kaldtes han tilbage derfra for at lade Henning Meyercrone fuldføre det vel indledede. At hans virksomhed påskønnedes, viser hans udnævnelse 1680 til gehejmeråd og Ridder af Elefanten.

### Vicestatholder i Norge
9. maj 1682 erholdt han endelig sin sidste ansættelse, nemlig som vicestatholder i Norge og stiftsbefalingsmand på Akershus. Den daværende statholder, Ulrik Frederik Gyldenløve, var nemlig på de tider så jævnlig fraværende, at en stedfortræder vel kunne anses for nødvendig; men dette underordningsforhold kan dog måske være forklaringen til, at der næppe mærkes det kraftige initiativ, der kunne ventes af en mand af Just Høgs duelighed og erfaring. Som en særlig fortjeneste udhæves hans virksomhed ved genopførelsen af den 1686 nedbrændte del af Christiania og hans forberedende arbejde ved bygningen af byens sognekirke.
Han førte et stort hus med pager og tjenestefolk i mængde samt en egen bibliotekar for at tilse hans store og mærkelige bibliotek. Dette skal han, som påskrifter i bøgerne hyppig bekræfter, især have samlet under opholdet i Nimwegen, hvor han købte ind for fode sjældne bøger af nyt og gammelt, men lod alt ombinde eller indbinde af de to bogbindere, han havde i stadig tjeneste. Fra al denne herlighed skilte døden ham 26. september 1694 i Christiania.
Hans barnløse enke fulgte ham i døden 8. december 1702 og begravedes ved hans side i Vor Frelsers Kirke i Christiania. Hans bøger splittedes ved en auktion i København 1695 og indbragte den for hin tid betydelige sum af 4.500 eller vel endog 5.000 rigsdaler. To trykte kataloger forefindes.

## Gengivelser
- Stik af Herman Hendrik de Quiter efter eget maleri ca. 1675
- Portrætmaleri af Bernard Vaillant ca. 1678–79 (Frijsenborg)
- Portrætmaleri (forhen familiebegravelsen i Oslo Domkirke)
- Malet som blå ridder, kopi (Gavnø)